# 7e conseil des ministres de la Saskatchewan
6e conseil des ministres 8e conseil des ministres
Le 7e conseil des ministres de la Saskatchewan (en anglais : 7th Saskatchewan Ministry) est le gouvernement de la Saskatchewan de 1935 à 1944.

## Gouvernement

### Composition initiale (1ernovembre 1935)
| Fonction | Titulaire | Titulaire                    | Parti   |
| --- | --------- | ---------------------------- | ------- |
| Président du conseil exécutif Trésorier provincial Ministre des Téléphones et Télégraphes                                  |           | William John Patterson       | Libéral |
| Ministre de l'Agriculture                                                                                                  |           | James Gordon Taggart         | Libéral |
| Procureur général |           | Thomas Clayton Davis         | Libéral |
| Ministre de l'Éducation |           | James Wilfred Estey          | Libéral |
| Ministre des Routes et des Transports (jusqu'au 03/11/1938)                                                                |           | Charles Morton Dunn          | Libéral |
| Ministre des Affaires municipales                                                                                          |           | Reginald John Marsden Parker | Libéral |
| Ministre des Ressources Naturelles (à partir du 05/11/1935) Ministre des Routes et des Transports (à partir du 03/11/1938) |           | William Franklin Kerr        | Libéral |
| Secrétaire Provincial Ministre de la Santé publique Ministre des Travaux publics (à partir du 28/03/1938)                  |           | John Michael Uhrich          | Libéral |
| Ministre des Travaux publics (jusqu'au 28/03/1938)                                                                         |           | George Spence                | Libéral |

### Remaniement du1erdécembre 1938
| Fonction                                                                                  | Titulaire | Titulaire                    | Parti   |
| ----------------------------------------------------------------------------------------- | --------- | ---------------------------- | ------- |
| Président du conseil exécutif Trésorier provincial Ministre des Téléphones et Télégraphes |           | William John Patterson       | Libéral |
| Ministre de l'Agriculture                                                                 |           | James Gordon Taggart         | Libéral |
| Procureur général (jusqu'au 30/06/1939)                                                   |           | Thomas Clayton Davis         | Libéral |
| Ministre de l'Éducation Procureur général (à partir du 30/06/1939)                        |           | James Wilfred Estey          | Libéral |
| Ministre des Routes et des Transports                                                     |           | Arthur Thomas Procter        | Libéral |
| Ministre des Affaires municipales                                                         |           | Reginald John Marsden Parker | Libéral |
| Ministre des Ressources Naturelles                                                        |           | William Franklin Kerr        | Libéral |
| Secrétaire Provincial                                                                     |           | Edward Milton Culliton       | Libéral |
| Ministre de la Santé publique Ministre des Travaux publics                                |           | John Michael Uhrich          | Libéral |

### Remaniement du 3 mai 1941
| Fonction | Titulaire | Titulaire                    | Parti   |
| --- | --------- | ---------------------------- | ------- |
| Président du conseil exécutif Trésorier provincial Ministre des Téléphones et Télégraphes                             |           | William John Patterson       | Libéral |
| Ministre de l'Agriculture Ministre de la Reconstruction, du Travail et du Bien-être publique (à partir du 01/05/1944) |           | James Gordon Taggart         | Libéral |
| Procureur général Ministre de l'Éducation (jusqu'au 05/08/1941)                                                       |           | James Wilfred Estey          | Libéral |
| Ministre de l'Éducation (à partir du 05/08/1941)                                                                      |           | Hubert Staines               | Libéral |
| Ministre des Routes et des Transports                                                                                 |           | Arthur Thomas Procter        | Libéral |
| Ministre des Affaires municipales                                                                                     |           | Reginald John Marsden Parker | Libéral |
| Ministre des Ressources Naturelles                                                                                    |           | William Franklin Kerr        | Libéral |
| Secrétaire Provincial Ministre de la Santé publique Ministre des Travaux publics                                      |           | John Michael Uhrich          | Libéral |
| Ministre sans portefeuille                                                                                            |           | Edward Milton Culliton       | Libéral |